# Морозівка (Коростенський район)
Моро́зівка (до 1961 — Мар'їн Підварок) — село в Україні, у Коростенському районі Житомирської області. Населення становить 231 особу. Входить до складу Малинської міської громади.

## Географія
На північно-східній стороні від села бере початок річка Осниця, права притока Жерева.

## Історія
Вперше зафіксований на карті 1868 року як фільварок на 2 двори. 1906 року фільварок мав 7 дворів та 48 осіб населення.

## Населення

### Мова
Розподіл населення за рідною мовою за даними перепису 2001 року:
| Мова       | Кількість | Відсоток |
| ---------- | --------- | -------- |
| українська | 222       | 96.10%   |
| російська  | 7         | 3.03%    |
| румунська  | 2         | 0.87%    |
| Усього     | 231       | 100%     |